# 螢池站
螢池站（日语：／ Hotarugaike eki */?）位於大阪府豐中市，是阪急電鐵及大阪高速鐵道的鐵路車站。阪急的車站編號為HK-47，大阪高速鐵道則是12。

## 概要
阪急有三站能與大阪單軌電車轉乘，本站是其中之一，可搭乘阪急寶塚本線轉乘大阪單軌電車線，另外兩站為千里線的山田站及京都本線的南茨木站。
1997年大阪單軌電車線延伸至大阪國際機場，作為延伸區間的本站開業。阪急自2003年起急行列車也開始停靠本站，此外，在大阪單軌電車延伸開業前只能利用機場聯絡巴士、公車及計程車前往機場的乘客，現在也能在本站換乘直達機場，本站作為機場交通聯絡網的車站逐年提升其重要性。

## 歷史
站名來自車站東北400公尺的池塘「螢池」，車站附近古代為麻田藩青木氏的領地，原本將站名取為「麻田」較為適當，但阪急創始者小林一三認為站名太過乏味，經過討論後決定命名為當時的賞螢名勝「螢池」。1947年（昭和22年）車站周邊的地名都相繼效仿取作「螢池」。
大阪單軌電車大部分沿著大阪府道2号大阪中央環狀線運行，中央環狀線外的柴原阪大前站 - 大阪機場間由於用地買取窒礙難行，1994年9月起約2年半，單軌電車線的終點站一直都是柴原站，直到1997年4月本站開業。比當初預定開業的1991年晚了6年。

### 年表
- 1910年（明治43年）4月25日 - 箕面有馬電氣軌道（日语：箕面有馬電気軌道）（現在的阪急電鐵）螢之池站開業[3]。
- 1997年（平成9年）4月1日 - 大阪單軌電車線延伸至大阪機場站。同時同線的螢池站開業，本站成為轉乘站。
- 2003年（平成15年）8月30日 - 成為快速急行（2006年廢止）、急行的停靠站。
- 2013年（平成25年）12月21日 - 導入車站編號。
- 2015年（平成27年）3月21日 - 列車改點，廢止通勤急行列車。

## 車站構造

### 阪急電鐵
側式月台2面2線的地面車站。有橋上的站房，月台有效長度為8節車廂編成。
以前阪急電鐵的站名標示及車站導覽都會標註副站名「大阪國際機場前」，關西國際機場開業後部分標示改成「大阪機場前」，2004年後全數取消「大阪機場前」的導覽及車站標示。

#### 月台配置

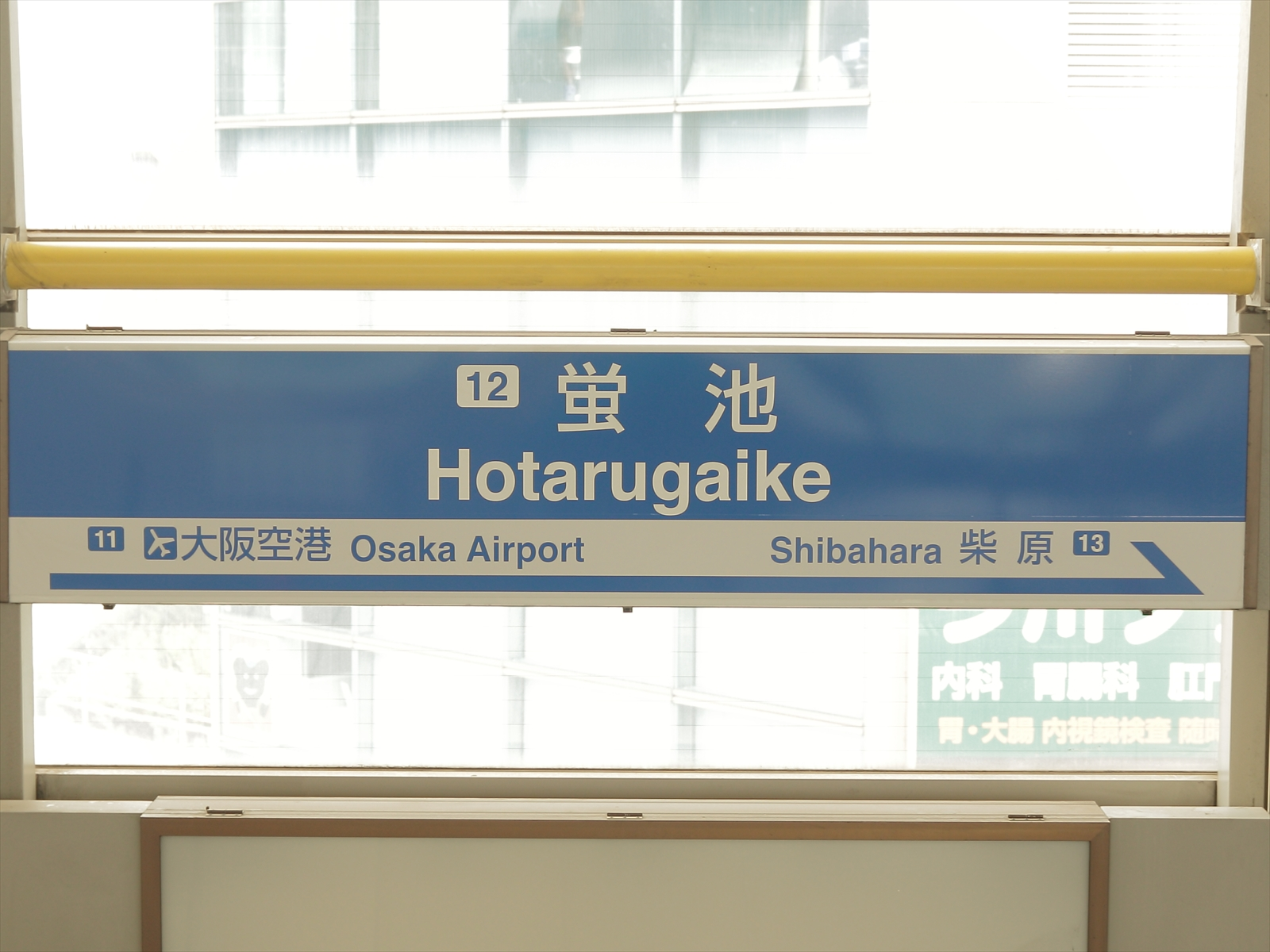
站牌
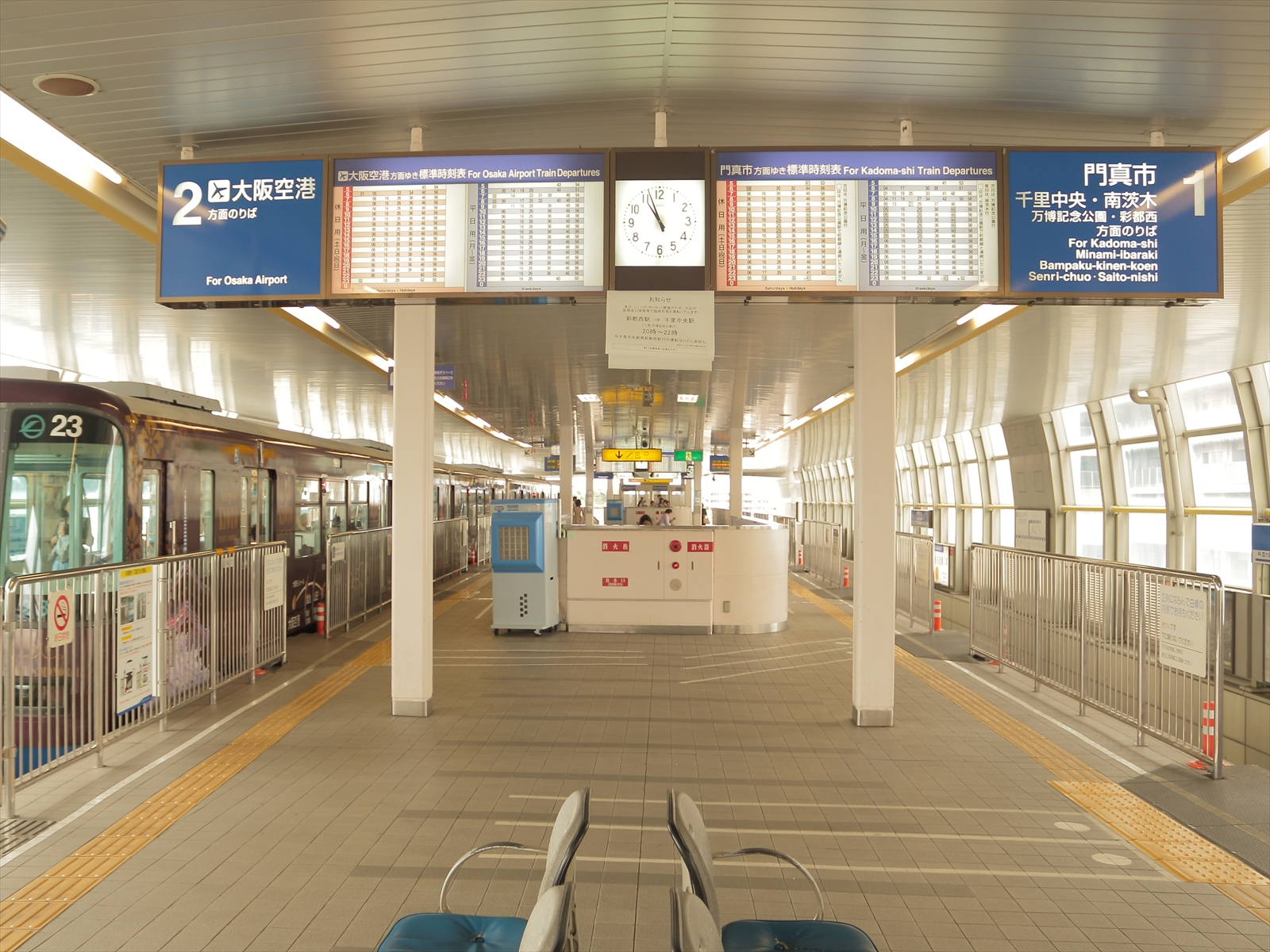
月台

| 月台 | 路線     | 方向 | 目的地                                |
| ---- | -------- | ---- | ------------------------------------- |
| 1    | 寶塚本線 | 下行 | 往 寶塚、川西能勢口、石橋阪大前、箕面 |
| 2    | 寶塚本線 | 上行 | 大阪梅田、十三、神戶、京都、北千里    |

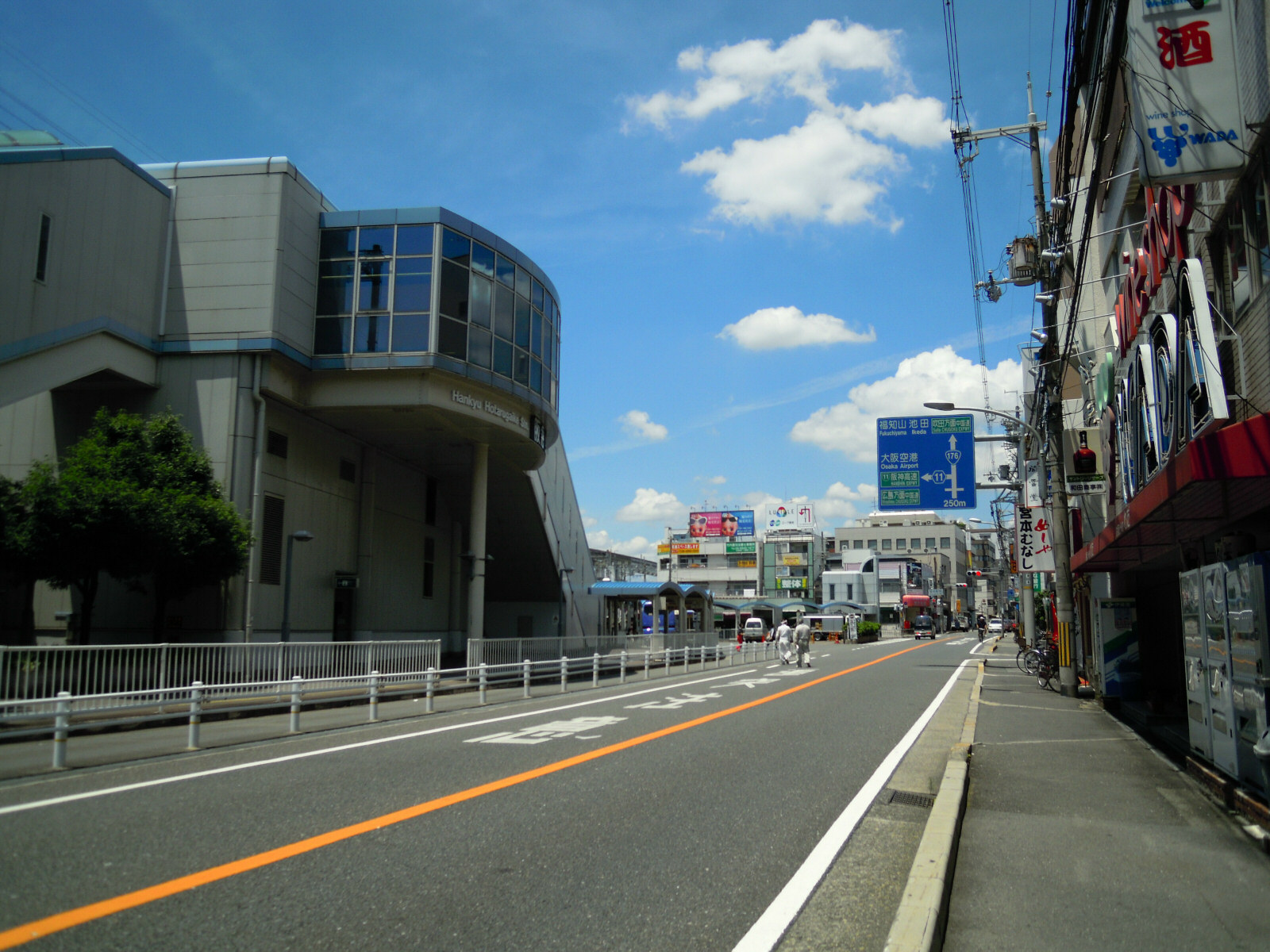
車站周邊
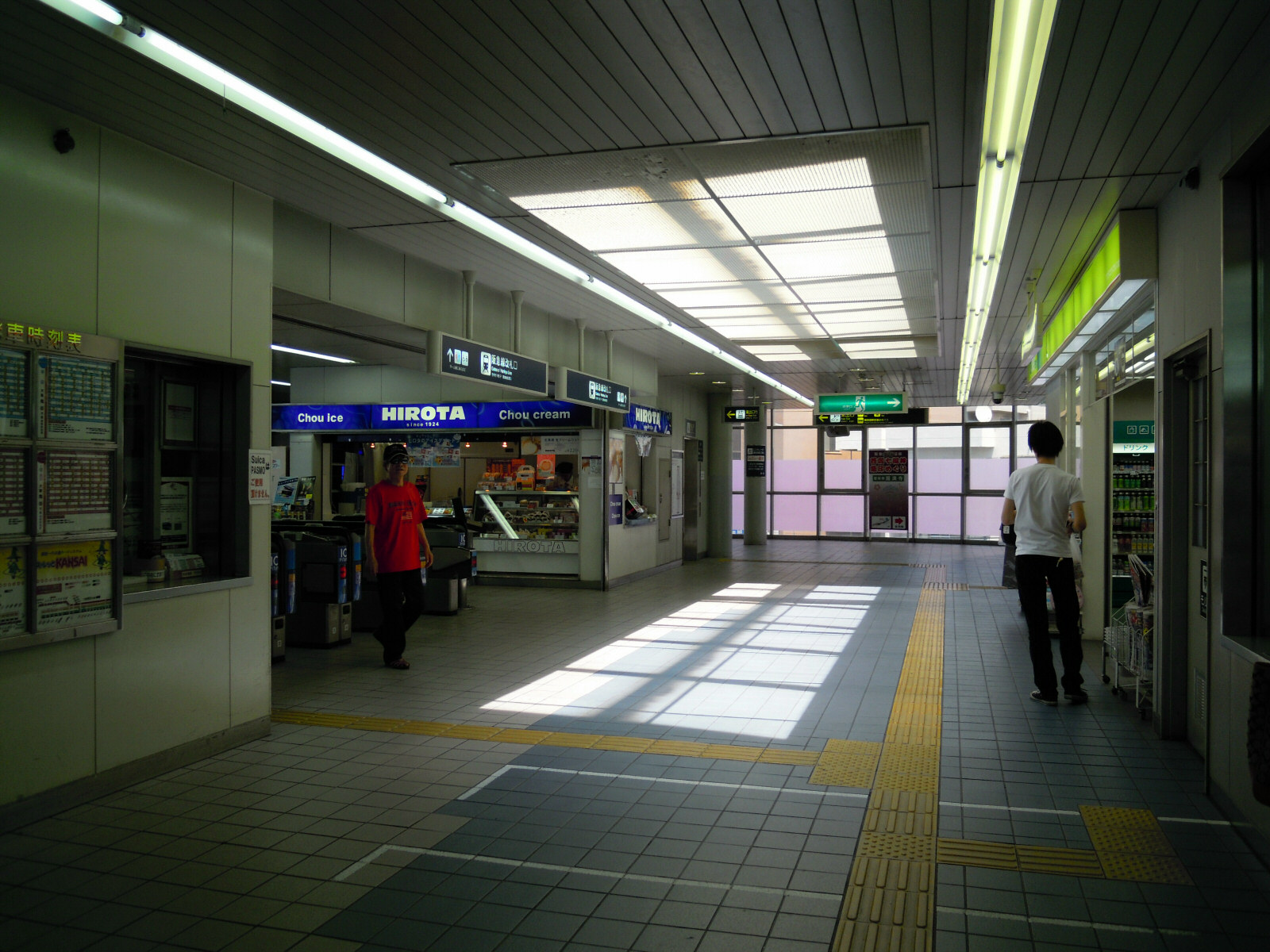
驗票口
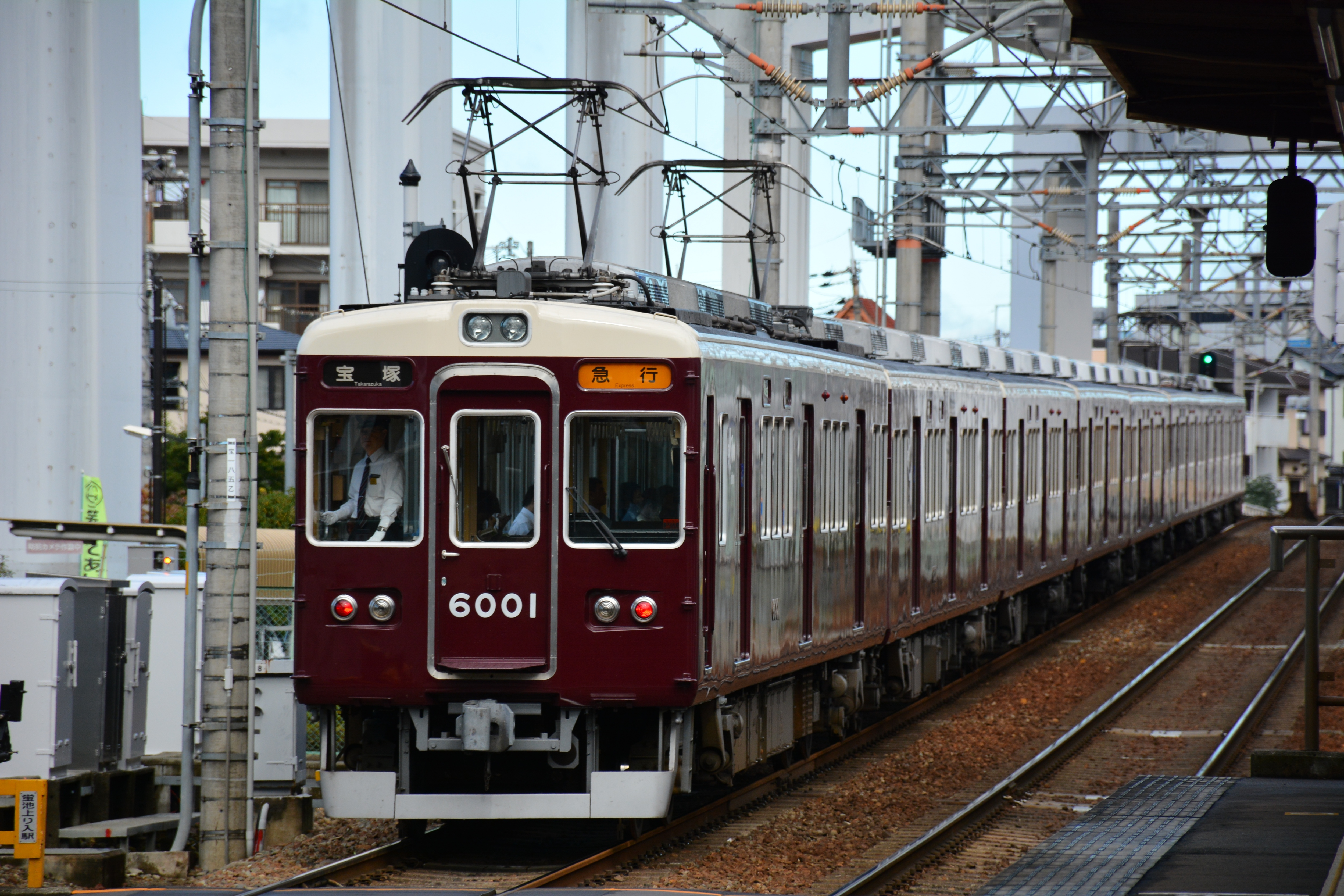
阪急6000系列列車進站
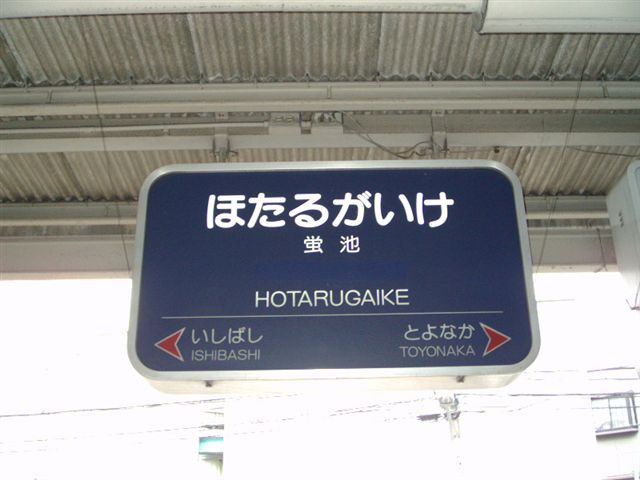
阪急站牌

### 大阪高速鐵道
島式月台1面2線的高架車站。驗票口、大廳位於2樓，月台在3樓，複合商業設施「Luciole」與驗票口可連通。

#### 月台配置
| 月台 | 路線              | 目的地                                    |
| ---- | ----------------- | ----------------------------------------- |
| 1    | ■大阪單軌電車本線 | 往 萬博紀念公園、千里中央、南茨木、門真市 |
| 2    | ■大阪單軌電車本線 | 往 大阪機場                               |

- 站牌
- 月台

## 使用狀況
- 阪急電鐵
  - 2021年度全年平均1日上下車人次為29,812人。
- 大阪高速鐵道
  - 2020年度1日平均上下車人次為10,189人[4]。為大阪高速鐵道的車站中排名第3。

近年1日的上車・上下車人次如下表。
| 年度 年次          | 阪急電鐵   | 阪急電鐵 | 阪急電鐵                  | 阪急電鐵                  | 阪急電鐵               | 阪急電鐵               | 大阪高速鐵道 | 大阪高速鐵道 | 出典          |
| 年度 年次          | 特定日     | 特定日   | 平日1日平均（至2015年次） | 平日1日平均（至2015年次） | 全年平均（2016年次後） | 全年平均（2016年次後） | 1日平均      | 1日平均      | 出典          |
| 年度 年次          | 上下車人次 | 上車人次 | 上下車人次                | 上車人次                  | 上下車人次             | 上車人次               | 上下車人次   | 上車人次     | 出典          |
| ------------------ | ---------- | -------- | ------------------------- | ------------------------- | ---------------------- | ---------------------- | ------------ | ------------ | ------------- |
| 1995年（平成07年） | 25,632     | 12,585   | 非 公 表                  | 非 公 表                  | 非 公 表               | 非 公 表               | 未開業       | 未開業       | [ 5 ]         |
| 1996年（平成08年） | 25,713     | 12,701   | 非 公 表                  | 非 公 表                  | 非 公 表               | 非 公 表               | 未開業       | 未開業       | [ 6 ]         |
| 1997年（平成09年） | 31,102     | 15,394   | 非 公 表                  | 非 公 表                  | 非 公 表               | 非 公 表               | 12,779       | 6,537        | [ 7 ]         |
| 1998年（平成10年） | 30,891     | 15,223   | 非 公 表                  | 非 公 表                  | 非 公 表               | 非 公 表               | 14,730       | 7,517        | [ 8 ]         |
| 1999年（平成11年） | -          | -        | 非 公 表                  | 非 公 表                  | 非 公 表               | 非 公 表               | 15,637       | 7,889        | [ 9 ]         |
| 2000年（平成12年） | 31,061     | 15,310   | 非 公 表                  | 非 公 表                  | 非 公 表               | 非 公 表               | 15,940       | 7,921        | [ 10 ]        |
| 2001年（平成13年） | 30,755     | 15,312   | 非 公 表                  | 非 公 表                  | 非 公 表               | 非 公 表               | 16,224       | 7,996        | [ 11 ]        |
| 2002年（平成14年） | 30,758     | 15,204   | 非 公 表                  | 非 公 表                  | 非 公 表               | 非 公 表               | 16,396       | 8,119        | [ 12 ]        |
| 2003年（平成15年） | 33,180     | 16,300   | 非 公 表                  | 非 公 表                  | 非 公 表               | 非 公 表               | 17,481       | 8,702        | [ 13 ]        |
| 2004年（平成16年） | 34,494     | 17,119   | 非 公 表                  | 非 公 表                  | 非 公 表               | 非 公 表               | 18,990       | 9,476        | [ 14 ]        |
| 2005年（平成17年） | 36,069     | 17,727   | 非 公 表                  | 非 公 表                  | 非 公 表               | 非 公 表               | 20,242       | 9,997        | [ 15 ]        |
| 2006年（平成18年） | 36,808     | 18,337   | 37,484                    | 18,711                    | -                      | -                      | 20,848       | 10,383       | [ 16 ]        |
| 2007年（平成19年） | 38,392     | 19,110   | 38,464                    | 19,162                    | -                      | -                      | 21,675       | 10,656       | [ 17 ] [ 18 ] |
| 2008年（平成20年） | 39,301     | 19,490   | 39,326                    | 19,628                    | -                      | -                      | 22,224       | 10,949       | [ 19 ] [ 18 ] |
| 2009年（平成21年） | 37,409     | 18,500   | 38,073                    | 19,015                    | -                      | -                      | 21,844       | 10,792       | [ 20 ] [ 18 ] |
| 2010年（平成22年） | 37,031     | 18,429   | 38,186                    | 19,091                    | -                      | -                      | 21,924       | 10,825       | [ 21 ] [ 18 ] |
| 2011年（平成23年） | 37,284     | 18,390   | 37,887                    | 18,924                    | -                      | -                      | 21,493       | 10,628       | [ 22 ] [ 23 ] |
| 2012年（平成24年） | 38,159     | 18,980   | 38,102                    | 19,044                    | -                      | -                      | 22,141       | 10,964       | [ 24 ] [ 25 ] |
| 2013年（平成25年） | 38,295     | 18,908   | 39,410                    | 19,704                    | -                      | -                      | 22,736       | 11,329       | [ 26 ] [ 27 ] |
| 2014年（平成26年） | 39,052     | 19,356   | 40,178                    | 20,040                    | -                      | -                      | 23,311       | 11,641       | [ 28 ] [ 29 ] |
| 2015年（平成27年） | 41,910     | 20,131   | 41,354                    | 20,502                    | -                      | -                      | 24,517       | 12,273       | [ 30 ] [ 31 ] |
| 2016年（平成28年） | 41,619     | 20,690   | -                         | -                         | 39,688                 | 19,652                 | 26,674       | 13,450       | [ 32 ]        |
| 2017年（平成29年） |            |          | -                         | -                         | 39,869                 |                        |              |              |               |
| 2018年（平成30年） | 43,491     | 21,523   |                           |                           | 40,467                 | 20,258                 | 28,593       | 14,469       |               |
| 2019年（令和元年） | 44,426     | 21,932   |                           |                           | 41,690                 | 20,826                 | 29,900       | 15,098       |               |
| 2020年（令和2年）  | 38,887     | 19,098   |                           |                           | 29,841                 | 14,985                 | 21,735       | 10,929       |               |
| 2021年（令和3年）  |            |          |                           |                           | 29,812                 |                        |              |              |               |

## 車站周邊
- 螢之池（站名、現町名的由來）
- Luciole - 西口的複合商業設施
  - 豐中市立螢池圖書館
  - 豐中市螢池公民館
- 舊螢池公民館、麻田藩陣屋遺跡
- 螢池中央市場
- 豐中螢池郵局
- 國立醫院機構刀根山醫院
  - 大阪府立刀根山支援學校
- 豐中市立螢池小學校
- 豐中市立刀根山小學校
- 豐中市立第十八中學校
- 大阪府立刀根山高等學校
- 大阪醫療看護專門學校
- 大阪大學豐中校區（文・法・經・理・基礎工學部）
- 大阪國際機場（伊丹機場）

### 公車路線
| 月台    | 系統       | 目的地       | 主要行經地                                                     | 備註                 | 營運公司                  |
| ------- | ---------- | ------------ | -------------------------------------------------------------- | -------------------- | ------------------------- |
| 站前1號 | 豐中西宮線 | 豐中西宮線   | 豐中西宮線                                                     | 豐中西宮線           | 阪急巴士                  |
| 站前1號 | 97         | 西宮北口     | 石橋・新開橋・JR北伊丹・伊丹市役所前・昆陽之里・西宮中央醫院前 | 只有平日早上7:05發車 | 阪急巴士                  |
| 站前2號 |            | 關西國際機場 | 大阪（伊丹）機場・阪神高速                                     |                      | 大阪空港交通 關西空港交通 |

## 相鄰車站
阪急電鐵
 寶塚本線
■特急「日生特快」、■通勤特急
通過
■急行、■準急（只有往大阪梅田方向）、■普通
豐中（HK-46）－螢池（HK-47）－石橋阪大前（HK-48）
大阪高速鐵道
■本線
大阪機場（11）－螢池（12）－柴原阪大前（13）

## 外部連結
- 螢池 - 阪急電鐵
- 螢池站 （页面存档备份，存于） - 大阪單軌電車